# اغ دوه لوعلیا
آقدوه لوعلیا یک روستا در ایران است که در دهستان ارشق مرکزی واقع شده‌است. آقدوه لوعلیا ۹۰ نفر جمعیت دارد.